# ليفيتغراست
ليفيتغراست(Lifitegrast )، الذي يباع تحت الإسم التجاري ش/كسييدرا(Xiidra )، هو دواء يستخدم لعلاج جفاف العيون.  و من غير الواضح ما إذا كانت فوائده أكبر من أضراره.   و يستخدم كقطرات للعين. 
تشمل الآثار الجانبية الشائعة لهذا العلاج على؛الرؤية الباهتة و إحمرار العيون و الصداع و تغير الذوق و كذلك الحكة. أما فيما يخص السلامة أثناء فترة الحمل فليست واضحة.  و هو يقلل الالتهاب عن طريق تثبيط الخلايا التائية. 
تمت الموافقة على استخدامه طبيا في الولايات المتحدة في عام 2016.  لم تتم الموافقة عليه في المملكة المتحدة أو أوروبا.   في الولايات المتحدة تبلغ التكلفة حوالي 580 دولارًا أمريكيًا شهريًا اعتبارًا من عام 2021. 